# Babs Bunny

Babs Bunny

Babs Bunny este un personaj fictiv din serialul de desene animate Tiny Toons, creat de Warner Brothers. Ea este personajul principal al seriei, alături de Buster Bunny. Babs este o iepuroaică roz care poartă două fundițe la urechi, un tricou galben și rochie mov. Ea a fost desenată după Lola Bunny. Este jucată de Tress MacNeille.